# Personaggi di Orange Road

Il protagonista, Kyōsuke Kasuga, di Orange Road

Lista dei personaggi del manga e dell'anime di Orange Road.

## Personaggi principali
Kyōsuke Kasuga (春日 恭介?, Kasuga Kyōsuke, Johnny nell'edizione Mediaset)
Doppiato da: Tōru Furuya (edizione giapponese), Davide Garbolino (edizione Mediaset della serie televisiva, degli OAV e dei film; edizione Yamato Video degli OAV e del primo film) / Massimiliano Alto (edizione Dynamic Italia della serie televisiva e del secondo film) (edizione italiana)
Kyōsuke è il protagonista maschile della serie. Sia lui che le sue sorelle hanno poteri soprannaturali ereditati dalla defunta madre. Tuttavia il padre ha vietato loro di utilizzare i propri poteri in pubblico, per non essere scoperti e sfruttati. In ogni occasione in cui qualcuno ha visto in azione i poteri di uno dei tre fratelli, la famiglia è stata costretta a trasferirsi. I poteri di Kyōsuke comprendono il teletrasporto, la telecinesi, e lo "slittamento temporale" (una sorta di viaggio nel tempo), che avvengono ogni volta che il ragazzo cade nel vuoto. Kyōsuke può inoltre alterare i dispositivi meccanici, come ascensori e semafori, può amplificare il proprio udito e ha anche dimostrato una certa potenza ipnotica come dimostrato quando ha ipnotizzato se stesso per tentare di essere più deciso. Kyōsuke ha occasionalmente utilizzato i propri poteri per aumentare temporaneamente la propria velocità e forza. In occasioni molto rare, generalmente in stati di emergenza, come quando Madoka è in pericolo, il suo potere ha assunto la forma di forti scariche di energia che possono distruggere muri di cemento o far saltare tutte le luci di una discoteca. Kyōsuke è una persona molto gentile e un po' buonista, al punto che quando vede fumare Madoka, la rimprovera moralisticamente per poi usare i propri poteri per distruggere la sigaretta. La sua eterna indecisione porta alla creazione di un irresolubile triangolo amoroso fra lui, Hikaru e Madoka. Kyōsuke è inizialmente abbastanza sicuro dei propri sentimenti per le due ragazze, ma quando la storia progredisce tuttavia, si ritrova incapace di porre fine alla relazione con Hikaru, per paura di ferire i suoi sentimenti e di distruggere la sua amicizia con Madoka.
Madoka Ayukawa (鮎川 まどか?, Ayukawa Madoka, Sabrina nell'edizione Mediaset)
Doppiata da: Hiromi Tsuru (edizione giapponese), Marcella Silvestri (edizione Mediaset della serie televisiva, degli OAV e dei film; edizione Yamato Video degli OAV e del primo film) / Stella Musy (edizione Dynamic Italia della serie televisiva e del secondo film) (edizione italiana)
Madoka è la protagonista della serie, è il vertice dell'irresolubile triangolo amoroso, che la vede protagonista insieme a Kyōsuke, di cui è segretamente innamorata, ma cui non può dichiararsi per non ferire i sentimenti di Hikaru, sua migliore amica, anche lei innamorata di Kyōsuke. Madoka è descritta come dotata di un fascino adulto, nonostante sia alle scuole medie. Le sue caratteristiche principali sono la sua incredibile intelligenza e talento e la sua personalità altruista. Quando incontra per la prima volta Kyōsuke, appare come una ragazza carina e dolce. Tuttavia, ciò si rivelerà in netto contrasto con la sua personalità a scuola, dove è temuta da tutti i compagni, ed è ritenuta una giovane delinquente. Nonostante la sua cattiva reputazione, eccelle in attività sia intellettuali che accademiche e atletiche, che la rendono tra i migliori studenti e atleti della sua scuola e una grande musicista e cantante. In verità, il suo comportamento capriccioso da giovane delinquente è solo un mascheramento della sua tristezza e solitudine, dovuto al fatto che è una solitaria incompresa. Soprattutto Madoka è in grado di ottenere voti alti a scuola, lavorando contemporaneamente part-time al bar ABCB (chiamato "ABC" nel doppiaggio Mediaset). Entrambi i genitori di Madoka sono musicisti professionisti di buon cuore, ma sempre lontani da casa e dai figli. Madoka quindi ha vissuto per un certo periodo con la sorella maggiore, che però ad un certo punto della serie si sposa, e Madoka rimane sola. Dopo l'incontro con Kyōsuke, nella serie viene mostrato un progressivo smussamento del suo carattere e delle sue brutte abitudini (smette anche di fumare). Come rivelato nell'ultimo episodio della serie animata, Madoka conserva un posto speciale nel suo cuore per un uomo misterioso che aveva incontrato sotto un albero in passato. Madoka drasticamente cambiò il suo aspetto a partire da 6 anni dopo il suo incontro con quell'uomo, che si scoprirà essere Kyōsuke durante uno dei suoi viaggi nel tempo.
Hikaru Hiyama (檜山 ひかる?, Hiyama Hikaru, Tinetta nell'edizione Mediaset)
Doppiata da: Eriko Hara (edizione giapponese), Marina Massironi (edizione  Mediaset della serie televisiva e dei film) / Cinzia Massironi (edizione  Mediaset degli OAV) / Laura Lenghi (edizione Dynamic Italia della serie televisiva e del secondo film) / Elisabetta Spinelli (edizione Yamato Video degli OAV e del primo film) (edizione italiana)
Hikaru è inizialmente presentata come una persona sgradevole, un'attaccabrighe, possibilmente peggio di Madoka. Ma una volta che fa amicizia con Kyōsuke, si scopre che in realtà Hikaru è gentile, dolce, energica e un po' infantile. Casualmente, Hikaru vede Kyosuke eseguire un impressionante colpo di pallacanestro, realizzato a sua insaputa tramite i poteri, e finisce per innamorarsi perdutamente di lui. Hikaru fa sempre riferimento a Kyōsuke con la parola "tesoruccio" (in originale l'inglese "darling") e tende ad utilizzare una forma di linguaggio molto infantile. Nutre nei confronti del ragazzo un amore non corrisposto, reso ancora più complicato dalla sua amicizia decennale con Madoka, che è la persona di cui Kyōsuke è innamorato. Hikaru è di due anni più giovane di Kyōsuke e Madoka, ed è nata lo stesso giorno di Kyōsuke. Frequenta la stessa classe di Manami e Kurumi, le sorelle di Kyōsuke.

## Personaggi secondari
Manami Kasuga (春日 まなみ?, Kasuga Manami, Manuela nell'edizione Mediaset)
Doppiata da: Michie Tomizawa (edizione giapponese), Emanuela Pacotto (edizione Mediaset della serie televisiva, degli OAV e dei film; edizione Yamato Video degli OAV e del primo film) / Ilaria Latini (edizione Dynamic Italia della serie televisiva e del secondo film) (edizione italiana)
Manami è una delle sorelle più giovani di Kyōsuke ed è molto riservata e studiosa. È presentata come l'angelo del focolare di casa Kasuga, colei che si occupa della cucina, delle pulizie, del bucato ecc, ma si rivela sia nel manga che nell'anime, anche un lato selvaggio che ha bisogno di tanto in tanto di far sfogare. Manami ha poteri soprannaturali che comprendono il teletrasporto e la telecinesi. Nel manga è particolarmente appassionata alla storia d'amore fra Madoka ed il fratello, che vorrebbe assolutamente vedere insieme. Tuttavia questo non è necessariamente vero nella versione animata, in cui né lei né Kurumi mostrano alcuna preferenza fra le due ragazze.
Kurumi Kasuga (春日 くるみ?, Kasuga Kurumi, Simona nell'edizione Mediaset)
Doppiata da: Chieko Honda (edizione giapponese), Roberta Gallina Laurenti (edizione Mediaset della serie televisiva, degli OAV e dei film) / Federica De Bortoli (edizione Dynamic Italia della serie televisiva e del secondo film) / Debora Magnaghi (edizione Yamato Video degli OAV e del primo film) (edizione italiana)
Sorella gemella di Manami, Kurumi è al contrario della sorella molto energica e polemica. Kurumi è nota per usare idiomi di sua stessa creazione, che a volte vengono fraintesi dagli altri. Fra i tre fratelli Kasuga, Kurumi è quella che fa un utilizzo più disinvolto dei propri poteri, senza minimamente pensare alle conseguenze delle sue azioni. In passato, Kurumi ha usato il potere per percorrere la corsa dei 100 metri in 3 secondi, costringendo la famiglia a trasferirsi per evitare la curiosità della gente. Kurumi ha il potere dell'ipnosi, che il più delle volte utilizza su Kyōsuke, per fargli fare ciò che lei desidera. Nel manga Kurumi vorrebbe che il fratello si mettesse con Hikaru. Tuttavia questo non è necessariamente vero nella versione animata, in cui né lei né Manami mostrano alcuna preferenza fra le due ragazze.
Takashi Kasuga (春日 隆?, Kasuga Takashi, Sergei nell'edizione Mediaset)
Doppiato da: Kei Tomiyama (edizione giapponese), Gianfranco Gamba (edizione Mediaset della serie televisiva, degli OAV e del primo film) / Angelo Maggi (edizione Dynamic Italia della serie televisiva) / Giorgio Bonino (edizione Yamato video degli OAV e del primo film) (edizione italiana)
Padre di Kyōsuke e delle gemelle Manami e Kurumi, Takashi non ha alcun potere soprannaturale. Infatti i poteri dei figli sono stati ereditati dalla loro defunta madre Akemi Kasuga. L'uomo è un fotografo professionista ed apprezzato. Normalmente ritrae paesaggi e nature morte, facendo eccezioni soltanto per le figlie.
Jingoro (ジンゴロ?, Jingoro, Ercole nell'edizione Mediaset)
Doppiato da: Ken'ichi Ogata (edizione giapponese), Stefano Dondi (edizione Mediaset della serie televisiva, degli OAV e del primo film) / Fabrizio Mazzotta (edizione Dynamic Italia della serie televisiva) / Massimo Di Benedetto (edizione Yamato video degli OAV e del primo film) (edizione italiana)
Jingoro è il gattone di casa Kasuga. È presente soltanto nell'anime, ed è spesso vittima degli abusi di poteri di Manami e Kurumi. Per tale ragione tenta spesso di scappare da casa.
Master (マスター?, Masutā, Luigi nell'edizione Mediaset)
Doppiato da: Yūsaku Yara (edizione giapponese), Cesare Rasini (edizione Mediaset della serie televisiva, episodi 1-39) / Stefano Albertini (edizione Mediaset della serie televisiva, episodi 40+, e dei film; edizione Yamato Video del primo film) / Roberto Del Giudice (edizione Dynamic Italia della serie televisiva e del secondo film) (edizione italiana)
Titolare del bar ABCB, che si trova sulla Orange Road e capo di Madoka. È uno dei pochi personaggi che si rende conto di come Kyōsuke e Madoka si sentano attratti l'uno nei confronti dell'altra, e fa tutto ciò che è in suo potere per aiutare i rapporti tra i due. Nel manga è costretto a chiudere l'ABCB dopo che si scopre che Kyōsuke stava lavorando lì. Nel romanzo si scopre che egli ha aperto uno dei primi cybercafe di Tokyo.
Seiji Komatsu (小松 整司?, Komatsu Seiji, Michael nell'edizione Mediaset) & Kazuya Hatta (八田 一也?, Hatta Kazuya, Carlo nell'edizione Mediaset)
Komatsu è doppiato da: Keiichi Nanba (edizione giapponese), Felice Invernici (edizione Mediaset della serie televisiva, degli OAV e dei film; edizione Yamato Video degli OAV e del primo film) / Stefano Crescentini (edizione Dynamic Italia della serie televisiva e del secondo film) (edizione italiana)
Hatta è doppiato da: Naoki Tatsuta (edizione giapponese), Aldo Stella (edizione Mediaset della serie televisiva, degli OAV e dei film; edizione Yamato Video degli OAV e del primo film) / Fabrizio Mazzotta (edizione Dynamic Italia della serie televisiva e del secondo film) (edizione italiana)
I due maldestri amici di Kyōsuke, ossessionati dal sesso. Komatsu e Hatta spesso approfittano della gentilezza di Kyōsuke per entrare nelle grazie delle gemelle Manami e Kurumi, di cui sono innamorati. Le due ragazze d'altra parte spesso illudono i due amici, approfittando di loro.
Kazuya (一弥?, Kazuya, Paolo nell'edizione Mediaset)
Doppiato da: Chika Sakamoto (edizione giapponese), Paola Tovaglia (edizione Mediaset della serie televisiva) / Stefano De Filippis (edizione Dynamic Italia della serie televisiva) (edizione italiana)
Cugino più giovane di Kyōsuke, Kazuya appare come una versione infantile del ragazzo. In diverse occasioni, i due sono stati persino confusi per padre e figlio. Kazuya, come gli altri componenti della famiglia è dotato di poteri soprannaturali, fra cui la lettura del pensiero (l'unico in tutto il manga). Inoltre, Kyōsuke e Kazuya possono scambiarsi il corpo sbattendo le rispettive teste insieme, e molte storie che ruotano intorno a Kazuya iniziano proprio in questo modo. Grazie alla possibilità di leggere il pensiero, Kazuya intuisce subito l'attrazione reciproca fra Madoka e Kyōsuke, cercando in qualche modo di aiutarli a confessarsi, provocando spesso molti guai. Nel manga Kazuya ha due amiche, e la sua situazione con loro in qualche modo rispecchia la situazione tra Kyōsuke, Madoka e Hikaru.
Nonno (おじいちゃん?, Ojii-chan) & Nonna (おばあちゃん?, Obaa-chan)
Il nonno è doppiato da: Ken'ichi Ogata (edizione giapponese), Gianni Bortolotto (edizione Mediaset della serie televisiva e degli OAV) / ? (edizione Mediaset del secondo film) / Mario Milita (edizione Dynamic Italia della serie televisiva e del secondo film) / Antonio Paiola (edizione Yamato Video degli OAV) (edizione italiana)
La nonna è doppiata da: Reiko Suzuki (edizione giapponese), Grazia Migneco (edizione Mediaset della serie televisiva) / ? (edizione Dynamic Italia della serie televisiva e del secondo film) / ? (edizione Mediaset del secondo film) (edizione italiana)
Sono i nonni materni molto vivaci di Kyōsuke, i cui nomi non vengono mai rivelati. Vivono in montagna e usano il potere molto spesso, creando qualche problema persino a Kyōsuke.
Akane (あかね?, Akane)
Doppiata da: Naoko Matsui (edizione giapponese), Maddalena Vadacca (edizione Mediaset dell'OAV 4) / Dania Cericola (edizione Mediaset dell'OAV 7; edizione Yamato Video degli OAV 4 e 7) (edizione italiana)
Sorella maggiore di Kazuya, coetanea di suo cugino Kyōsuke, Akane è piuttosto maschiaccio al punto che sia Komatsu sia Hatta sono intimiditi da lei. Akane può usare il potere per far vedere illusioni. Normalmente utilizza questo potere per mostrarsi ad una persona con l'aspetto di un'altra persona, benché non venga mai rivelato se possa creare altri tipi di illusioni. Le illusioni sembrano essere sia fonetiche che visive. Nel manga questo potere funziona solo con la persona a cui si rivolge, quindi è probabilmente un misto di telepatia ed ipnosi, elementi tipici della famiglia Kasuga. Negli OAV in una occasione l'illusione viene utilizzata contemporaneamente su Hatta e Komatsu. Akane ha una vera e propria infatuazione omosessuale nei confronti di Madoka.
Yūsaku Hino (火野 勇作?, Hino Yūsaku, Renato nell'edizione Mediaset)
Doppiato da: Masami Kikuchi (edizione giapponese), Massimiliano Lotti (edizione Mediaset della serie televisiva) / Davide Lepore (edizione Dynamic Italia della serie televisiva) / ? (edizione Mediaset dell'OAV 1) / Marco Benedetti (edizione Yamato Video dell'OAV 1) (edizione italiana)
Yūsaku appare inizialmente nella serie come un potenziale rivale di Kyōsuke per l'affetto di Hikaru, nutrendo sentimenti per lei sin dall'infanzia. Yūsaku arrivò addirittura al punto di chiederle di sposarlo e lei scherzando rispose che avrebbe accettato se fosse diventato più forte e sicuro di sé. Questo ha portato Yūsaku a praticare karate per anni, diventando fisicamente fortissimo. Yūsaku ha una distorta visione di Kyōsuke, che immagina come un donnaiolo a cui interessa poco dei sentimenti di Hikaru. Yūsaku diventa incontrollabilmente nervoso, timido e servile quando ha a che fare con Hikaru. Ha anche un lato cavalleresco, che emerge quando ritiene una ragazza colpita da una situazione difficile.
Ushiko (牛子?, Ushiko, Lucilla nell'edizione Mediaset) e Umao (馬男?, Umao, Aldo nell'edizione Mediaset)
Ushiko è doppiata da: Chisato Nakajima (edizione giapponese), Donatella Fanfani (edizione Mediaset della serie televisiva) / Claudia Pittelli (edizione Dynamic Italia della serie televisiva) (edizione italiana)
Umao è doppiato da: Katsumi Suzuki (edizione giapponese), Stefano Albertini (edizione Mediaset della serie televisiva) / Davide Marzi (edizione Dynamic Italia della serie televisiva) (edizione italiana)
Ushiko e Umao sono due giovani innamorati dai modi sdolcinati, protagonisti di una gag ricorrente della serie televisiva. Nella serie infatti vengono spesso mostrati ad amoreggiare in una varietà di situazioni quanto mai disparate quando vengono interrotti dall'arrivo rocambolesco di Kyōsuke o di qualunque altro personaggio della serie. Seppure di rado hanno avuto anche delle piccole interazioni con i personaggi principali. Nel film È quasi magia Johnny: Una difficile scelta compare in televisione Ushiko con in braccio un neonato che prega Umao di tornare a casa.
Sumire Hoshi (星 すみれ?, Hoshi Sumire, Susanna nell'edizione Mediaset)
Doppiata da: Yuriko Yamamoto (edizione giapponese), Debora Magnaghi (edizione Mediaset della serie televisiva) / Alida Milana (edizione Dynamic Italia della serie televisiva) (edizione italiana)
Sumire è una ragazza di 16 anni che si invaghisce di Madoka nell'episodio 42 (nella versione Mediaset, Susanna vuole semplicemente essere la migliore amica di Sabrina), dopo che quest'ultima l'ha salvata da una banda di delinquenti, tanto da esserne ossessionata. Infatti minaccia di suicidarsi se Madoka non viene a vivere con lei. Kyōsuke prova a farla ragionare, ma involontariamente diventa colpevole di violenza sessuale su di lei. Alla fine, grazie all'aiuto di Hikaru, Sumire capisce che Madoka non è interessata a lei. Alla fine dell'episodio, si invaghisce di Hikaru (con grande disappunto di quest'ultima).